# Arthroleptella bicolor
Espèce
Statut de conservation UICN

 LC  : Préoccupation mineure
Arthroleptella bicolor est une espèce d'amphibiens de la famille des Pyxicephalidae.

## Répartition
Cette espèce est endémique du Sud-Ouest de la province de Cap-Occidental en Afrique du Sud. Elle se rencontre entre 500 et 1 500 m d'altitude.

## Publication originale
- Hewitt, 1926 : Descriptions of new and little-known lizards and batrachians from South Africa. Annals of the South African Museum, vol. 20, p. 413-431 (texte intégral).